# Marcellin Yao Kouadio
Marcellin Yao Kouadio (ur. 10 stycznia 1960 w Vavoua) – duchowny katolicki z Wybrzeża Kości Słoniowej, biskup Daloa od 2018.

## Życiorys

### Prezbiterat
Święcenia kapłańskie otrzymał 29 grudnia 1991. Po święceniach przez kilka lat pracował duszpastersko w Zuenouli, zaś w latach 1994-2001 odbył w Rzymie studia z misjologii i biblistyki. Po powrocie do kraju objął funkcję dyrektora wydziału edukacji katolickiej diecezji Daloa, zaś w 2007 został powołany do kierowania tym samym wydziałem na szczeblu krajowym.

### Episkopat
1 lipca 2009 papież Benedykt XVI mianował do biskupem ordynariuszem diecezji Jamusukro. Sakry udzielił mu 22 sierpnia 2009 kardynał Bernard Agré.
25 kwietnia 2018 papież Franciszek mianował go biskupem ordynariuszem diecezji Daloa.